# Игумново (Талдомский городской округ)
Игумново — деревня в Талдомском районе Московской области России. Входит в состав сельского поселения Квашёнковское. Население — 25 чел. (2010).

## География
Расположена на севере Московской области, в северной части Талдомского района, примерно в 40 км к северо-востоку от центра города Талдома, на правом берегу впадающей в Хотчу реки Гузомойки (бассейн Угличского водохранилища). Ближайшие населённые пункты — деревни Андрейково, Парашино и Шадрино.

## Население
| 1859 | 1888 | 1926 | 2002 | 2006 | 2010 |
| ---- | ---- | ---- | ---- | ---- | ---- |
| 203  | ↗251 | ↘173 | ↘20  | ↗26  | ↘25  |

## История
В «Списке населённых мест» 1862 года Игумново — владельческая деревня 2-го стана Калязинского уезда Тверской губернии по левую сторону Дмитровского тракта, в 41¼ версте от уездного города, при речке Мойке, с 21 двором и 203 жителями (107 мужчин, 96 женщин).
По данным 1888 года входила в состав Озерской волости Калязинского уезда, проживало 46 семей общим числом 251 человек (128 мужчин, 123 женщины).
По материалам Всесоюзной переписи населения 1926 года — центр Игумновского сельского совета Гражданской волости Ленинского уезда Московской губернии, проживало 173 жителя (80 мужчин, 93 женщины), насчитывалось 38 хозяйств, среди которых 34 крестьянских.
С 1929 года — населённый пункт в составе Ленинского района Кимрского округа Московской области.
Постановлением ЦИК и СНК от 23 июля 1930 года округа́ как административно-территориальные единицы были ликвидированы. Постановлением Президиума ВЦИК от 27 декабря 1930 года городу Ленинску было возвращено историческое наименование Талдом, а район был переименован в Талдомский.
1963—1965 гг. — Игумново в составе Дмитровского укрупнённого сельского района.
В 1973 году Игумновский сельсовет был упразднён и деревня Игумново передана Квашёнковскому сельсовету.
В 1994 году Московской областной думой было утверждено положение о местном самоуправлении в Московской области, сельские советы как административно-территориальные единицы были преобразованы в сельские округа.
1994—2006 гг. — деревня Квашёнковского сельского округа Талдомского района.
2006—2009 гг. — деревня сельского поселения Ермолинское Талдомского района.
В 2009 году деревня Игумново вошла в состав сельского поселения Квашёнковское Талдомского муниципального района Московской области, образованного путём выделения из состава сельского поселения Ермолинское.